# Eurygnathohippus
L'eurignatoippo (gen. Eurygnathohippus) è un mammifero perissodattilo estinto, appartenente agli equidi. Visse tra il Miocene superiore e il Pliocene (circa 8 – 4 milioni di anni fa) e i suoi resti fossili sono stati ritrovati in Africa e in Asia.

## Descrizione
Questo cavallo primitivo possedeva un aspetto notevolmente simile a quello delle forme attuali. In particolare alcune specie raggiunsero dimensioni notevoli, con un'altezza al garrese di circa 1,3 metri. Il cranio possedeva proporzioni molto simili a quelle dei cavalli odierni, con un lungo muso, potenti muscoli masseteri e occhi posti in posizione molto arretrata. I denti erano ipsodonti, ovvero a corona alta, anche se non come nelle forme attuali. 
Le zampe possedevano ancora tre dita, come tutti i suoi stretti parenti (gli ipparionini), ma il dito centrale era molto più robusto di quelli laterali.

## Classificazione
Eurygnathohippus è un rappresentante piuttosto specializzato del gruppo degli ipparionini, comprendente numerose specie di cavalli dall'aspetto moderno ma dotati ancora di tre dita, che prosperarono per gran parte del Miocene, per tutto il Pliocene e si estinsero solo nel Pleistocene medio. Eurygnathohippus apparve circa 8 milioni di anni fa, discendente da un ipparionino simile a Hippotherium proveniente dall'Asia o dall'Europa, e in pochi milioni di anni diede origine a numerose forme con differenti specializzazioni. Nei terreni del Miocene superiore di Lothagam in Kenya, per esempio, sono stati ritrovati i fossili di due specie di Eurygnathohippus molto diverse fra loro: una (E. turkanense) era di grandi dimensioni e di corporatura robusta, mentre l'altra (E. feibeli)  possedeva un corpo gracile e lunghe zampe. 

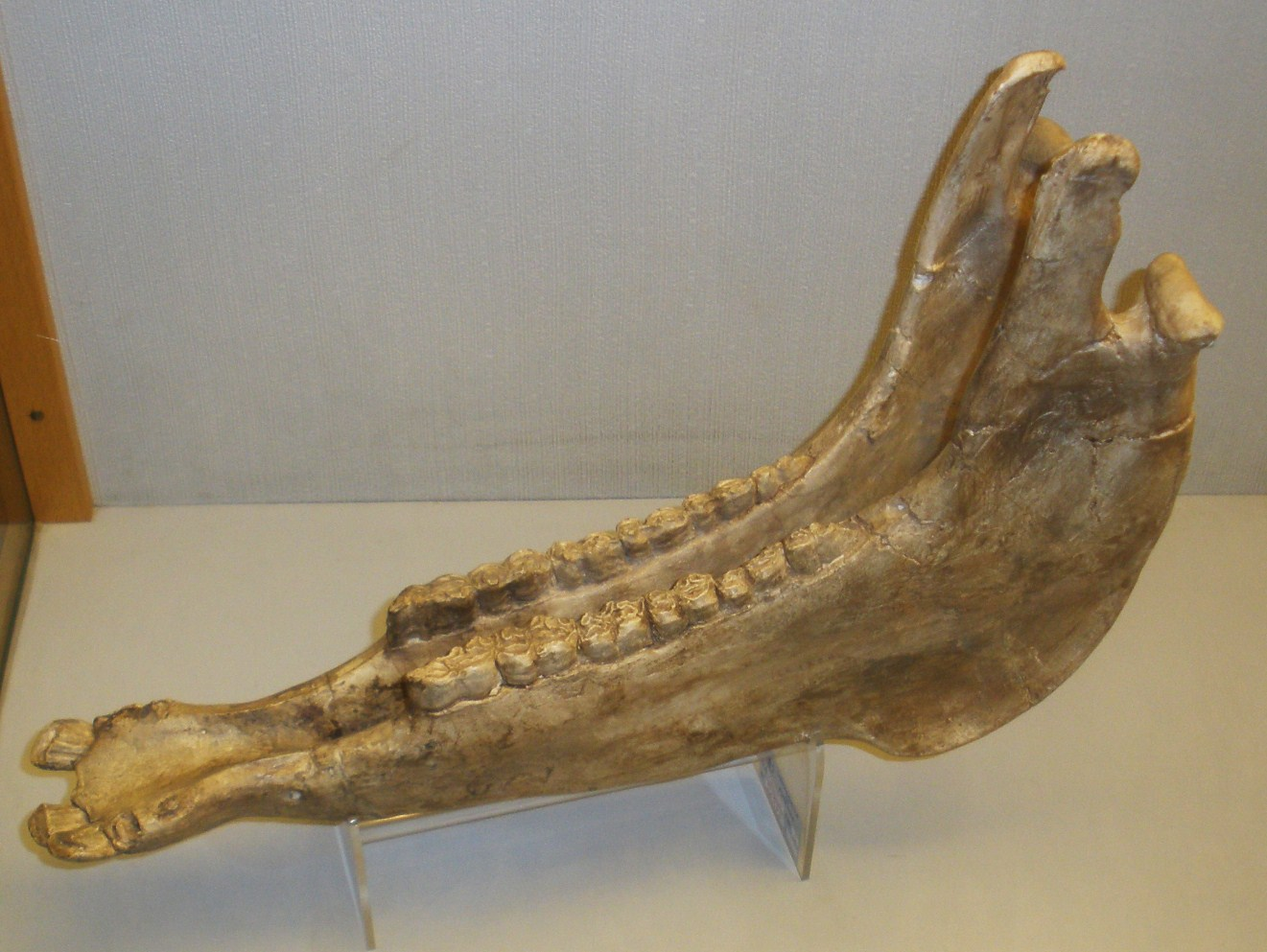
Mandibola di Eurygnathohippus afarense

Un'altra specie più recente (E. cornelianus) del Pliocene inferiore del Kenya, si specializzò notevolmente: combinava una dentatura a molari ipsodonti con un muso eccezionalmente allungato e incisivi che potevano permettergli di raggiungere più facilmente l'erba corta. Altre specie sono E. woldegabrieli, del Pliocene medio dell'Etiopia (Bernor et al., 2013) ed E. afarense del Plio/Pleistocene di Ciad ed Etiopia (Franz-Odendaal et al., 2003). Fossili attribuiti a Eurygnathohippus sono stati ritrovati anche in Pakistan (Jukar et al., 2019).

## Paleobiologia

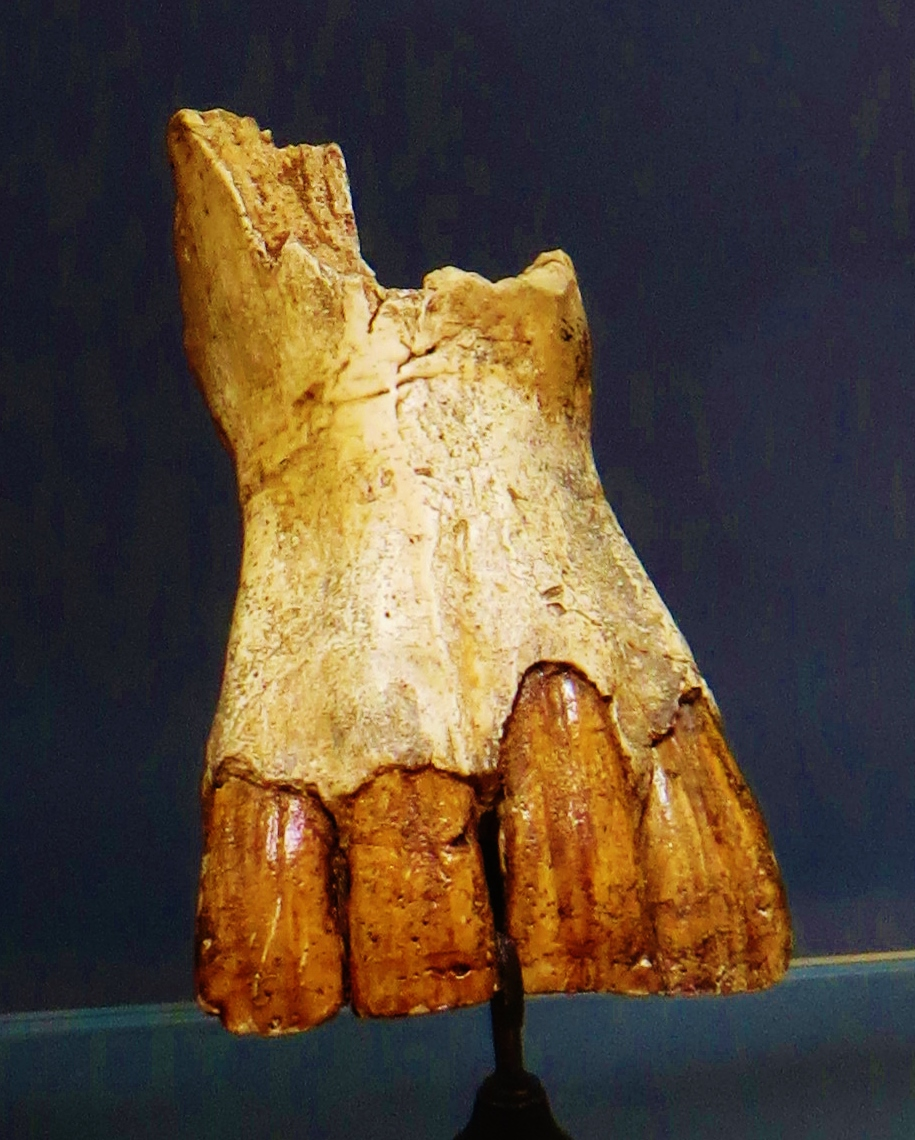
Incisivi di Eurygnathohippus cf. cornelianum

Le varie specie di Eurygnathohippus occuparono differenti nicchie ecologiche: ad esempio E. turkanense, dalla corporatura robusta, potrebbe essere stato più adatto ad ambienti boschivi, mentre E. feibeli sembrerebbe essere stato più adatto a terreni aperti, grazie alle sue proporzioni corporee da corridore. E. cornelianus, invece, sembrerebbe essersi specializzato nel brucare erba dura e corta, in un modo molto simile a quello degli odierni cavalli.